# Tala Tower
Der Tala Tower ist ein Hochhaus auf der Insel Reem in Abu Dhabi, der Hauptstadt der Vereinigten Arabischen Emirate.
Das Wohnhochhaus sollte ursprünglich 2010 fertiggestellt werden, jedoch kam es während der Bauarbeiten im Oktober 2009 zu einem Brand in der Garage, der zu einem Baustopp führte. Die Fertigstellung verzögerte sich dadurch und konnte nicht wie geplant 2010 erfolgen.
Die Fertigstellung sollte ursprünglich Anfang 2011 erfolgen, wurde jedoch erst 2013 erreicht. 2014 waren 364 von 375 Wohnungen an ihre Eigentümer übergeben.
Der Tala Tower befindet sich im neu errichteten Stadtteil Marina Square auf der Insel Reem.